# Centaurea dhofarica
Centaurea dhofarica — вид квіткових рослин айстрових (Asteraceae). Ендемік Оману.

## Етимологія
Назва виду dhofarica вшановує його рідний регіон, Дофар, провінцію в Омані, відому своїм багатим біорізноманіттям та унікальними екосистемами.

## Морфологічна характеристика
Вид може досягати значної висоти від 30 до 100 см. Стебла зазвичай прямі та тонкі. Листки ланцетоподібні, часто зі злегка зубчастим краєм, і можуть варіюватися за кольором від зеленого до сріблястого відтінку. Цвіте наприкінці весни та влітку. Квітки фіолетовий або синій колір.

## Середовище
Росте в теплому посушливому кліматі. Віддає перевагу добре дренованим ґрунтам із помірним вмістом поживних речовин, які часто зустрічаються в скелястих або гірських середовищах. Демонструє високу посухостійкість.